# Webbela firma
Webbela firma är en skalbaggsart som beskrevs av Blackburn 1909. Webbela firma ingår i släktet Webbela och familjen Melolonthidae. Inga underarter finns listade i Catalogue of Life.